# Anne-Marie Fabry
Anne-Marie Fabry est une poétesse grayloise, née le 26 août 1907 à Chargey-les-Gray dans le département français de la Haute-Saône, en région Bourgogne-Franche-Comté.

## Biographie
Anne-Marie Fabry est la petite-nièce d'Étienne Perchet, auteur d'une histoire de Pesmes. Elle est petite-fille d'un agriculteur et d'un chef de gare, orpheline de père à trois ans. En 1924, elle entre à l'école normale de Vesoul. La poésie était très présente dans l'enseignement à l’École Normale. Elle enseigne à Marnay, à Gy puis à Gray. Elle commence à écrire en 1930 et fait partie de la société des écrivains paysans. Elle adhère très tôt aux Amis de Louis Pergaud qui regroupaient de nombreux instituteurs. Décédée le 22 octobre 1997, elle est enterrée à Valay .

## Œuvres
- Comté, terre féconde, 1957
- France O notre France, 1965
- Rivages, 1968
- Résonnances, 1970
- Thébaïdes et refuges, 1984
- Lumières, Guéniot, Langres, 1997, sous le nom de Claude Michelle

## Distinctions

### Décorations
- Chevalier du mérite poétique, 1957
- Chevalier de l'ordre international des lettres et des arts, 1966

### Récompenses
- Prix Louis-Pergaud pour son livre Rivages en 1969
- Prix Émile-Hinzelin de l'Académie Française, pour Résonnances, en 1970 [2]
- Prix international de poésie régionaliste de la SPAF pour Carnets poétiques, en 1980
- Prix Gustave Gasser de l'Académie littéraire et artistique de la Pléiade Pictave, Thébaïdes et refuges, en 1984